# Чистенька (станція)
Чистенька (до 1952 року — Булганак, крим. Bulğanaq) — проміжна залізнична станція Кримської дирекції Придніпровської залізниці на електрифікованій лінії Джанкой — Севастополь між станцією Сімферополь (6 км) та зупинним пунктом Платформа 1473 км (3 км). Розташована у південно-західній частині міста Сімферополя Автономної Республіки Крим.

## Пасажирське сполучення
На станції Чистенька зупиняються приміські електропоїзди сполученням Сімферополь — Севастополь.